# 南非山兔
南非山兔（學名Bunolagus monticularis），又名灌叢穴兔，是最為稀有及瀕危的哺乳動物，數量大約只200隻。牠們只分佈在南非開普省高原中部及南部。

## 特徵
南非山兔由嘴角橫跨兩頰有一道黑色斑紋。腹部及喉嚨呈奶白色，後腳很闊。尾巴褐色，末端黑色。

## 棲息及分佈地
南非山兔只分佈在南非高原的一些地區，但這些地區都並非保護區。在弗雷澤堡（Fraserburg）、薩瑟蘭（Sutherland）及西維多利亞（Victoria West）也有細小的群落。

## 行為
南非山兔是夜間活動的，日間則會休息。牠們夜間的排泄物很硬，而日間的則柔軟。可見牠們會從消化道內的細菌吸收維他命B，而鈣及磷等礦物質則會重用。

## 外部連結
- animalinfo.org（页面存档备份，存于）
- ARKive
- riverinerabbit.co.za